# NGC 1672
NGC 1672 (другие обозначения — ESO 118-43, VV 826, AM 0444-592, IRAS04449-5920, PGC 15941) — спиральная галактика с перемычкой (SBb) в созвездии Золотая Рыба, в 60 миллионах световых лет от Земли.
Этот объект входит в число перечисленных в оригинальной редакции «Нового общего каталога».
В 2007 году NASA опубликовало снимки этой галактики. Оказалось что перемычка — область активного звездоформирования. На снимках изображены протозвездные облака и большие области межзвездной пыли. 
Снимок сделан в 2005 году при помощи камеры Advanced Camera for Surveys телескопом Хаббл.
Галактика NGC 1672 входит в состав группы галактик NGC 1672. Помимо NGC 1672 в группу также входят NGC 1688, NGC 1703, ESO 85-14, ESO 85-30, ESO 118-34, ESO 158-3, ESO 119-16 и NGC 1824.